# Jelezki (Adelsgeschlecht)

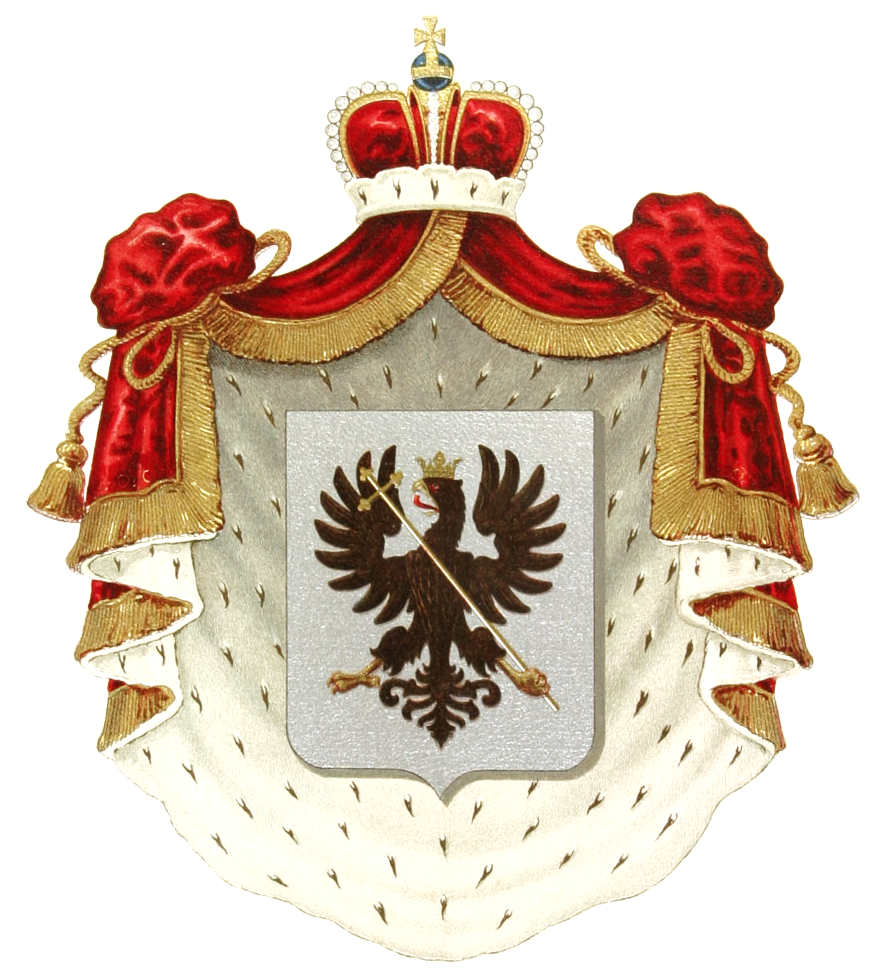
Das Wappen des Hauses Jelezki

Die Fürsten Jelezki (russisch Елецкий) waren ein russisches Adelsgeschlecht, das zu den Rurikiden gehörte. Sie regierten Jelez und das dazugehörige Fürstentum Jelez. Sie entstammten den Fürsten von Tschernigow und ihrer Seitenlinie, die in der Zeit der feudalen Zersplitterung das Fürstentum Koselsk beherrschte. Der erste Fürst von Jelez war der in der zweiten Hälfte des 14. Jahrhunderts lebende Fürst Fjodor Iwanowitsch Jelezki, der an der Schlacht auf dem Kulikowo Pole 1380 teilnahm. Als Timur 1395 Jelez eroberte und niederbrannte, wurde Fjodor Jelezki gefangen genommen. Seine Nachkommen dienten in den folgenden Jahrhunderten als Woiwoden und Statthalter der Moskauer Großfürsten und Zaren, nachdem das Fürstentum Jelez 1483 Teil des zentralisierten Zarentums Russland wurde. Fürst Leonid Wassiljewitsch Jelezki war im 20. Jahrhundert ein prominenter Vertreter der Weißen Bewegung und starb 1958 in den USA.